# Mario Vargas Llosa
Jorge Mario Pedro Vargas Llosa (Arequipa, Peru, 28. ožujka 1936. – Lima, Peru, 13. travnja 2025.) bio je peruansko-španjolski pisac, jedan od vodećih romanopisaca i esejista u Latinskoj Americi. Dobitnik je Nobelove nagrade za književnost 2010. i jedan od najistaknutijih predstavnika "hispanoameričkog booma".

## Život i djelovanje
Rodio se u gradu Arequipi na jugu Perua, u obitelji srednje klase španjolskih korijena. Roditelji su mu se rastali pet mjeseci nakon vjenčanja. Rano djetinjstvo provodi u okrilju majčine obitelji o kojoj brine djed. Obrazovao se u mjesnoj školi, a onda i u Boliviji, kamo obitelj seli nakon djedovog imenovanja počasnim konzulom Perua. U Peru se vraćaju kada djed dobiva diplomatsko namještenje u gradu Piuri na sjeveru zemlje. U Piuri se školuje kod salezijanaca. Oca je upoznao u 10. godini. Roditelji mu se ponovno združuju 1946. te živi s njima u predgrađu Lime. Za njega je to i kraj idiličog djetinjstva i ulazak u svijet autoritativnog oca, u kojem upoznaje strah i neprijateljstvo.
U Limi pohađa kršćansku školu. Čita Hugoa i Dumasa. S 14 godina otac ga šalje na vojnu akademiju, koju pohađa 1950. i 1951., a potom i napušta. Školovanje završava u Piuri, gdje radi kao amaterski novinar, i piše svoju prvu dramu koja je ubrzo i izvedena. Studij prava i književnosti upisuje 1953. u Limi. Prve kratke priče objavljuje 1957. Nakon diplome (1958.) dobiva stipendiju za studij u Madridu. Tu ostaje do 1960., a zatim se nastanjuje u Parizu, gdje živi do 1966. Više godina živi u Londonu i Barceloni; u Limu se vraća 1974.
Doktorirao je 1971. tezom o kolumbijskom nobelovcu i tadašnjem prijatelju Gabrielu Garciji Márquezu. O razlozima njihovog kasnijeg privatnog sukoba i razlaza nisu javno govorili. U drugoj polovici sedamdesetih dolazi na različita mjesta u književnim organizacijama i sveučilištima; bio je predsjednik međunarodnog PEN-a od 1976. do 1979.
U mladosti je zanesen marksističkom filozofijom i podupire kubanskog vođu Fidela Castra. Od njega se distancira nakon što je Castrova vlast zatvorila kubanskog pisca Heberta Padillu. Kasnije zastupa demokratske i liberalne političke pozicije, s kojima se 1990. neuspješno kandidirao na predsjedničkim izborima u Peruu. Potom se u nizu eseja kritički izjašnjava protiv rasplamsavanja nacionalizma na Balkanu i pokazuje dobru upućenost u ratna zbivanja u Hrvatskoj. Boravi jedno vrijeme i u Zagrebu gdje mu je sin služio u mirovnoj misiji UN-a i u kojem se susretao s hrvatskim piscima. Posjeduje također španjolsko državljanstvo od 1993. godine.
Ženio se dva puta, otac je troje djece.

## Književno stvaralaštvo
U književnosti postaje poznat romanom Grad i gušteri (La ciudad y los perros) iz 1963. godine u kojem opisuje odrastanje i surovo okruženje u kojem žive kadeti vojne škole. U tehnici pripovijedanja kroz više perspektiva vidljiv je utjecaj Williama Faulknera. U romanu Zelena kuća (La casa verde, 1965.) kombinira mitske i popularne motive i napušta linearno pripovijedanje. Knjiga je dijelom inspirirana autorovom ekspedicijom u amazonsku prašumu, koja ga je snažno senzibilizirala o teškom položaju autohtonih peruanskih plemena. Politički roman Razgovor u Katedrali (Conversación en la Catedral, 1969.) prikazuje raspad peruanskoga društva u vrijeme diktature Manuela Odríje. 
Nakon Razgovora u katedrali, u repertoar ozbiljnih političkih i društvenih tema uključuje i humoristične tonove. Tako roman Pantaleón i posjetiteljice (Pantaleón y las visitadoras, 1973) satirizira vojni i religijski fanatizam u Peruu. U proznoj komediji Tetka Julija i piskaralo (La tía Julija y el escribidor, 1977.) prisjeća se ljubavnih epizdoda iz mladosti i propituje suvremeno književno stvaralaštvo. Rat za kraj svijeta (La guerra del fin del mundo, 1981.), kapitalni roman-rijeka o vjerskom fanatizmu u Brazilu krajem 19. st. po mnogima je kulminacija njegovog pripovjedačkog umijeća.
Napisao je i kriminalistički roman Tko je ubio Palomina Montera?. Roman Jarčevo slavlje opisuje vlast Rafaela Trujilla u Dominikanskoj Republici. Autor je erotskih romana Posveta pomajci i Don Rigobertova bilježnica.
Napisao je studije o Gabrielu Garcíji Márquezu (García Márquez: povijest bogoubojstva, 1971.), Gustaveu Flaubertu (Vječna orgija: Flaubert i Madame Bovary, 1975.), Jean-Paulu Sartreu i Albertu Camusu (Između Sartrea i Camusja, 1981.) i dr. 
Njegov dramski opus čine Gospođica iz Tacne (1981), Kathie i vodenkonj (1983.), Luđak s balkona, Lijepe oči, ružne slike (1996.), Teška vremena (Tiempos recios, 2019.) i dr.
Autor je publicističkih naslova razne tematike: Pisma mladome piscu (1997.), Nacionalizam kao nova prijetnja (2000.), Jezik strasti (2001.), Civilizacija spektakla (2012.) i Zov plemena (La llamada de la tribu, 2018.).

## Vanjske poveznice
|  | Zajednički poslužitelj ima još gradiva o temi Mario Vargas Llosa |

- (šp.) Mario Vargas Llosa, službena web stranica  Arhivirana inačica izvorne stranice od 7. veljače 2011. (Wayback Machine)
- (hrv.) Mario Vargas Llosa, Lijepe oči, ružne slike, prijevod drame na hrvatski jezik, časopis Kazalište, 2010.